# Tuzantec
Tuzantec (Tuzanteco), ogranak Motozintlec Indijanaca, porodica Mayan, naseljeni u području općine Tuzantána u Chiapasu, Meksiko. Tuzantec i Motozintlec dva su plemena i dijalekta istog jezika koji pripadaju široj skupini Kanjobal. 

## Vanjske poveznice
- Mocho
- Tuzantán de Morelos, Chiapas  Arhivirana inačica izvorne stranice od 4. ožujka 2016. (Wayback Machine)